# Оборона Краснодара
Оборона Краснодара — оборонна операція військ радянської 56-ї армії за утримання стратегічно важливого міста Краснодар, частина битви за Кавказ 1942-43.

## Історія
5 серпня 1942 року німецьке командування розробило стратегічну операцію «Розгін» (нім. Anlauf), метою якої визначалося знищення радянських армій у передгір'ях Кавказу й не допущення їхнього закріплення на гірських хребтах та узвишшях. Згідно з цим планом німецькі танкові й піхотні війська 1-ї танкової армії повинні були зі сходу розвернутися на південний захід в напрямку Туапсе із завданням відрізати 12-ту, 18-ту армії, 1-й окремий стрілецький та 17-й козачий кавалерійський корпуси від передгір'їв Кавказу. Наступ на Краснодар проводився силами V армійського корпусу 17-ї армії противника створити мішок зі знищення 56-ї армії на правому березі Кубані і, захопивши переправи, спільно з з'єднаннями LVII корпусу знищити радянські частини в передгір'ях Кавказу. Успішне завершення цієї операції дозволило б німецькій армії безперешкодно продовжити наступ до Чорного моря.
Німці розраховували авангардами 73-ї і 9-ї піхотних дивізій ударом у стик 30-ї і 339-ї дивізій з північного заходу прорвати оборону Краснодарського обводу, із заходу оволодіти містом, захопити Яблонівську переправу Краснодара (два мости) і переправу в станиці Єлизаветинська. Підрозділи 125-ї та 198-ї дивізії ударом з північного сходу мали охопити 56-у армію з іншого боку, захопити Пашковську переправу, а далі, з ходу вийти в передгір'я Кавказу, закривши тим самим шляхи відступу радянським арміям. Зі сходу їм загрожував би LVII танковий корпус, а з південного заходу — V армійський корпус.
2 серпня командувач 56-ї армії генерал-майор Рижов О. І. отримав наказ на відведення частин армії на Краснодарський обвід. У цьому наказі командувач фронтом заздалегідь вказав райони дислокації частин і з'єднань з оборони Краснодара. У третьому пункті цього наказу зазначалося:
… 56-й армії у складі: 339-ї, 349-ї і 30-ї стрілецьких дивізій, 76-ї морської стрілецької бригади, Урюпінського військового училища, 151-го укріпрайону, арткурсів молодших лейтенантів, 75-го зенітно-артилерійського полку, 1195-го змішаного артилерійського полку резерву Головного командування, 526-го гаубично-артилерійського полку бойових машин — обороняти лівий берег річки Кубань на фронті Теміжбекська, Кропоткін, Усть-Лабінська, Васюринська, Краснодарський обвід, міцно закріпитися в районі переправ через річку Кубань…
30-та стрілецька дивізія, будучи ар'єргардом 56-ї армії, займала оборонний район і вже о 17:00 7 серпня їй довелося вступити в бій з розвідкою противника.
Рубіж оборони по Краснодарському обводу з інженерного погляду виявився абсолютно не підготовленим. Крім того, у зв'язку з поганою роботою тилу, у особового складу був відсутній шанцевий інструмент, що не дозволяло бійцям самим підготувати до бою свої позиції.
З'єднання Червоної армії займали оборону по Краснодарському обводу послабленими внаслідок попередніх боїв під Ростовом. На лівому фланзі від північної околиці Краснодара розташувалася в обороні 349-та стрілецька дивізія. Праворуч від північної околиці міста зайняла оборону 339-та стрілецька дивізія, яка ще вранці 3 серпня зайняла позиції по рубежу Новотитарівська, Мар'янська і далі по південному берегу річки Кубань. 7 серпня зі складу 18-ї армії прибула 216-та стрілецька дивізія, що зосередилася в районі Енем, Кошехабль на лівому берегу Кубані. 30-та стрілецька дивізія, як найбільш боєздатне з'єднання 56-ї армії закріпилася в другому ешелоні армії для прикриття відступаючих військ. Втім, не встигнувши як слід закріпитися на Краснодарському оборонному обводі та поповнитися особовим складом, зброєю і боєприпасами, вона вступила в перші бої. 7 серпня противник зайняв станицю Дінську. Поява розвідки противника в безпосередньої близькості від лінії оборони 56-ї армії показало, що німецькі війська зовсім близько. Часу для організації безпосередньої оборони міста не залишилося.
Бойові дії на підступах до Краснодару мали розосереджений характер. Бої велися одночасно на кількох напрямках. Вранці о 9:00 8 серпня група німецьких мотоциклістів увірвалася в Сосновський, а о 12:15 вони спробували прорвати оборону радянських військ на стику 30-ї і 339-ї стрілецьких дивізій. Формування вермахту прорвалися в глибину оборони Краснодарського обводу й погрожували оточенням і знищенням основних сил 30-ї стрілецької дивізії. О 20:00 колона німців на 50 автомашинах з піхотою прорвала оборону з напряму Миловидова. Одночасно група танків у кількості до 20 одиниць за підтримки піхоти висунулася в напрямок колгоспу ім. Карла Маркса. О 22:50 12 танків за підтримки 7 автомашин з піхотою зайняли Прикубанський, а 23:00 група піхоти при підтримці 3-х танків, прорвавши оборону 349-ї дивізії увірвалася в станицю Єлизаветинську.
Основні сили 339-ї дивізії до того часу були вже відведені на лівий берег Кубані. Противник, що вклинився в стик дивізій, створив загрозу оточення частин 56-ї армії. Стрілецькі полки першого ешелону почали відхід до північної околиці міста. В результаті 30-та стрілецька дивізія, що утримувала позиції в центрі бойового порядку армії, виявилася відрізаною від міста.
9 серпня німецькі війська увійшли в абсолютно незахищене місто, де осередкова обороняли лише підрозділи винищувального батальйону, двох батальйонів фронтових курсів молодших лейтенантів, та окремі підрозділи забезпечення дивізії. В місті точили поодинокі бої за утримання важливих вузлів комунікацій.
До кінця 11 серпня основні сили Червоної армії і велика частина вантажів, які підлягали евакуації, були вже переправлені на лівий берег Кубані, тому командування ухвалило рішення про планомірне відведення 256-го, 71-го стрілецьких полків і фронтових курсів молодших офіцерів за Кубань. Відведення радянських військ супроводжувалося ар'єргардними боями, дивізії вермахту, попри знищені та спалені мости через річку, швидко відновили їх силами військових інженерів і продовжили наступ на лівому берегу Кубані. Однак, найважливішого завдання — розгрому 56-ї армії під Краснодаром досягти не спромігся. Зазнаючи значних втрат радянські формування відступали далі на південь.